# Скокі (Свентокшиське воєводство)
Скокі (пол. Skoki) — село в Польщі, у гміні Мнюв Келецького повіту Свентокшиського воєводства.
Населення — 367 осіб (2011).
У 1975-1998 роках село належало до Келецького воєводства.

## Демографія
Демографічна структура на день 31 березня 2011 року:
|          | Загалом | Допрацездатний вік | Працездатний вік | Постпрацездатний вік |
| -------- | ------- | ------------------ | ---------------- | -------------------- |
| Чоловіки | 185     | 41                 | 129              | 15                   |
| Жінки    | 182     | 39                 | 106              | 37                   |
| Разом    | 367     | 80                 | 235              | 52                   |